# Јекатерина Дјомина
Јекатарина Иларионовна Дјомина рођена Михаилова (рус. Екатери́на Илларио́новна Дёмина; Лењинград, 25. децембар 1925 — Москва, 24. јун 2019), совјетска болничарка, учесница Великог отаџбинског рата и херој Совјетског Савеза.

## Биографија
Јекатерина Михаилова је рођена 25. децембра 1925. године у Лењинграду. Њен отац је био војник, а мајка је радила у болници. Пошто је рано изгубила оба родитеља, одрасла је у сиротишту. Године 1941. је завршила девет разреда и школу медицинских сестара руског Црвеног крста.
Када је јуна 1941. године избио Велики отаџбински рат, приступила је Црвеној армији. Иако је тада имала свега 15 година, она је пријавила да је две године старија. У борбама у близини града Гжата, у Смоленском округу, 13. септембра 1941. године била је тешко рањена у ногу. Тада је била пребачена на лечење у болницу на Уралу и у Бакуу. Након опоравка, јануара 1942. године била је послата на службу на војносанитетски брод „Црвена Москва”, који је превозио рањенике из Стаљинграда у Красноводск.
После завршетка Стаљинградске битке, почетком 1943. године, Екатарина је на лични захтев пребачена за санитетског инструктора у 369. самостални морнарички батаљон, који је био формиран фебруар 1943. године од добровољаца који су се налазили у Бакуу. Овај батаљон је касније био укључен у Дунавску флотилу. Са овим батаљоном учествовала је у борбама на водама и обалама Кавказа и Крима, Азовског и Црног мора, Дњепра и Дунава, ослобађајући Румунију, Бугарску, Југославију, Мађарску, Чехословачку и Аустрију. Заједно с борцима овог батаљона учествовала је у борбама, одбијала непријатељске нападе, извлачила је рањенике из борбе и давала им прву помоћ.
Током учешћа у борбама починила је више херојских дела, а за подвиге у току Темјурске десантне операције, септембра 1943. године била је одликована Медаљом за храброст, јер је иако рањена пружила помоћ седамнаесторици рањених бораца. Крајем јануара 1944. године у току десанта на луку Керч, храбро је учествовала у уличним борбама и превезла 85 рањених војника и официра, док је из првих борбених редова спасила 13 тешко рањених бораца. За овај подвиг је фебруара 1944. године била одликована Орденом Отаџбинског рата другог степена. Крајем августа 1944. године приликом форисрања ушћа Дњепра, била је једна од првих бораца њеног батаљона која је стигла до друге обале и учествовала у пружању прве помоћи седамнаесторици тешко рањених бораца, укључујући и тешко рањеног команданта Штаба бригаде. Тада је учествовала и у пружању контранапада непријатељу и за изражену храброст је била предложена за хероја Совјетског Савеза, али је била одликована Орденом црвене заставе.
Крајем 1944. године се истакла у борбама у Југославији, а посебно заузимању непријатељске тврђаве на Дунаву, код села Прахово, код Неготина и потом приликом заузимања Илока. Иако рањавана често је настављала да пружа медицинску помоћ војницима. Поново је била рањена и послата у болницу. Након тога је поново марта 1945. године била одликована Орденом црвене заставе. Када се опоравила поново је била враћена у батаљон и учествовала у борбама за ослобођење Беча, где је дочекала капитулацију Трећег рајха, 9. маја 1945. године.
Након завршетка рата, новембра 1945. године је била демобилисана из Црвене армије. Године 1950. је дипломирала на Лењинградском санитетско-хигијенском институту и потом је радила као лекар у граду Електростаљу, у Московској области. Пензионисана је 1982. године и данас живи у Москви. Била је члан одбора Руских ратних ветерана и Сверуског савета ветерана рата и рада.
О њеним подвизима сценариста Сергеј Смирнов и редитељ Виктор Лисакович је 1964. године снимио документарни филм „Каћуша”, који је добио награду „Златни голуб мира” на Међународном филмском фестивалу у Лајпцигу. Године 2008. снимљен је документарни филм „Каћуша велика и мала”, који је реконструисао догађаје од 1964. године, када је снимљен први филм о Демини.

## Одликовања
За доделу почасног звања хероја Совјетског Савеза, Јекатерина Дјомина је била предлагана два пута — августа и децембра 1944. године, али је одликована тек 5. маја 1990. године указом председника Совјетског Савеза Михаила Горбачова. Тада је добила Медаљу Златну звезду број 11.608 и аутоматски је била одликована Орденом Лењина.
Поред звања хероја СССР била је одликована и другим одликовањима Совјетског Савеза, међу којима су:
- два Ордена црвене заставе, којима је одликована 27. септембра 1944. и 8. марта 1945. године
- Орден Отаџбинског рата првог степена, којим је одликована 11. марта 1985. године
- Орден Отаџбинског рата другог степена, којим је одликована 15. фебруара 1944. године